# Cantonul Berck
Cantonul Berck este un canton din arondismentul Montreuil, departamentul Pas-de-Calais, regiunea Nord-Pas-de-Calais, Franța.

## Comune
| Comune            | Populație (1999) | Cod poștal | Cod INSEE |
| ----------------- | ---------------- | ---------- | --------- |
| Airon-Notre-Dame  | 193              | 62180      | 62015     |
| Airon-Saint-Vaast | 223              | 62180      | 62016     |
| Berck             | 15.145           | 62600      | 62108     |
| Colline-Beaumont  | 140              | 62180      | 62231     |
| Conchil-le-Temple | 987              | 62180      | 62233     |
| Groffliers        | 1.479            | 62600      | 62390     |
| Rang-du-Fliers    | 3.983            | 62180      | 62688     |
| Tigny-Noyelle     | 166              | 62180      | 62815     |
| Verton            | 2.223            | 62180      | 62849     |
| Waben             | 378              | 62180      | 62866     |